# Teruzuki (destroyer, 1941)
Pour les autres navires du même nom, voir Teruzuki.
Le Teruzuki (照月, "Lune brillante" en japonais) était le second sur les treize destroyer de classe Akizuki mis en service dans la Marine impériale japonaise pendant la Seconde Guerre mondiale.
Les navires de la classe Akizuki étaient lourdement armés avec huit canons à double usage, afin de remplir leur rôle initial d’escorte de porte-avions. Toutefois, leur conception fut modifiée par l’ajout d’armes supplémentaires pour améliorer sa conception multi-rôle.
Achevé à la mi-1942, le Teruzuki joua un rôle mineur lors de la bataille des îles Santa Cruz du 25 au 27 octobre 1942.
Le mois suivant, il participa à la bataille navale de Guadalcanal, où il endommagea gravement plusieurs navires de guerre américains, sans subir de dégâts.
Le navire fut coulé le 12 décembre 1942 par des vedettes lance-torpilles américaines alors qu’il escortait un convoi chargé d’acheminer des ravitaillements aux troupes japonaises sur Guadalcanal.
Neuf hommes ont péri dans le naufrage, tandis que le reste de l’équipage a survécu.
La découverte de l’épave en 2025 a invalidé l’hypothèse d’une explosion interne des charges de profondeur, confirmant que le naufrage fut causé par des torpilles américaines.

## Caractéristiques techniques
Conçus à l'origine comme escorteurs antiaériens destinés à protéger les groupes aéronavals japonais, les navires de la classe Akizuki furent rapidement adaptés aux exigences d'une guerre navale de plus en plus polyvalente.[réf. souhaitée] Afin de remplir des missions plus générales, ils furent équipés de tubes lance-torpilles et de charges de profondeur.[réf. souhaitée]
Mesurant 134,2 mètres de longueur hors tout, pour une largeur de 11,6 mètres et un tirant d'eau de 4,15 mètres, ces destroyers affichaient un déplacement de 2 701 tonnes Washington, et jusqu’à 3 420 tonnes Washington en pleine charge. L’équipage comptait environ 300 officiers et marins.
Chaque bâtiment de la classe était équipé de deux turbines à vapeur Kampon à engrenages, chacune entraînant un arbre d'hélice, alimentées en vapeur par trois chaudières à tubes d’eau Kampon.[réf. souhaitée] L’ensemble développait une puissance totale de 52 000 chevaux impériaux (38 776 kW), permettant d'atteinte une vitesse de 33 nœuds (61 km/h).
Contrairement aux modèles précédents de destroyers japonais, le Teruzuki, comme les autres navires de sa classe, disposaient de deux compartiments distincts pour les machines et les chaudières, afin d’améliorer leur capacité de survie en cas de combat.
Son coût de construction s’élevait à 12 090 000 yens.

## Histoire

### Construction et premières opérations

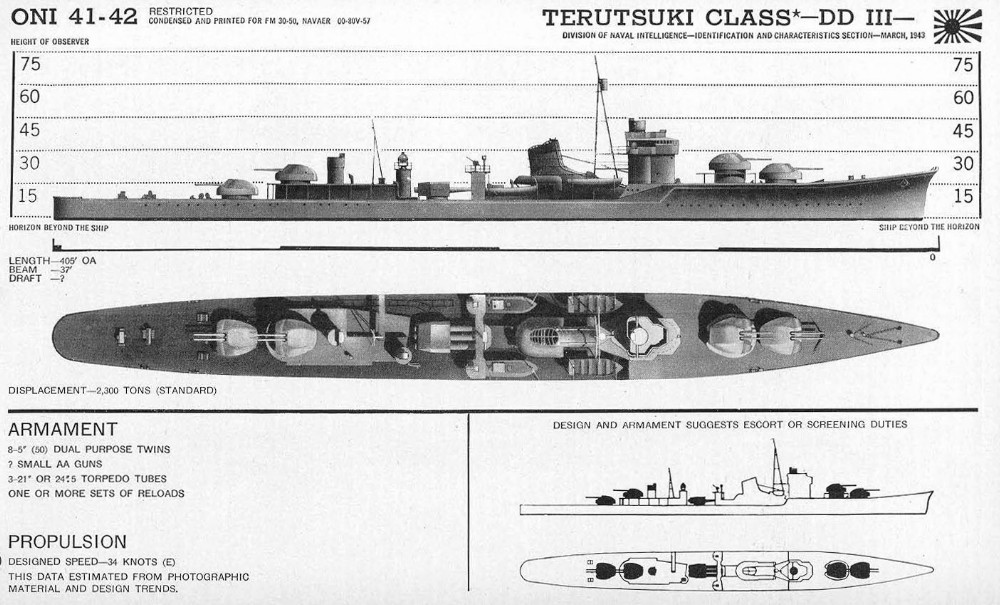
Dessins de reconnaissance de la classe Akizuki réalisés pendant la Seconde Guerre mondiale par l’Office of Naval Intelligence de la marine américaine.

Faisant partie du premier groupe de destroyers de classe Akizuki autorisé dans le cadre du quatrième programme complémentaire d’armement naval de 1939 (en), le Teruzuki fut mis sur cale le 13 novembre 1940 au chantier naval Mitsubishi de Nagasaki[réf. souhaitée], puis lancé le 21 novembre 1941[réf. souhaitée]. Achevé le 31 août 1942, le navire passa le mois suivant à effectuer ses essais en mer, avant d’être affecté à l’escadron de destroyers n°10 de la 3e flotte le 7 octobre 1941. Plus tard ce mois-là, il fit route vers îles Truk, puis rejoignit son escadron pour escorter les trois porte-avions de la 3e flotte lors de manœuvres soutenant l’offensive de l’armée impériale japonaise sur l’île de Guadalcanal,.
Les 12 et 13 novembre 1942, le Teruzuki fait partie de la Force de bombardement commandée par le contre-amiral Hiroaki Abe. Lors de la première bataille navale de Guadalcanal, il revendique sept navires américains endommagés et un coulé. Le lendemain matin, il assiste le cuirassé Hiei[réf. souhaitée].
Les 14 et 15 novembre, il rejoint la Force de bombardement d'urgence commandée par l'amiral Nobutake Kondō. Lors de la deuxième bataille navale de Guadalcanal, il escorte des croiseurs lourds en compagnie du destroyer Asagumo. Après la bataille, il assiste le cuirassé Kirishima et secourt ses survivants[réf. souhaitée].

### Participation à la bataille navale de Guadalcanal

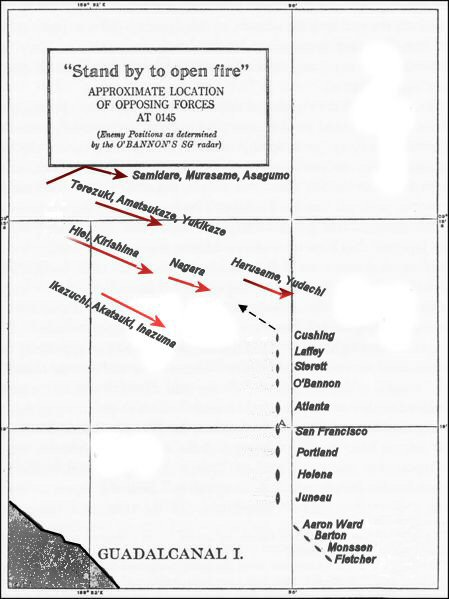
Carte de la bataille navale du 13 novembre 1942 à 01h45.

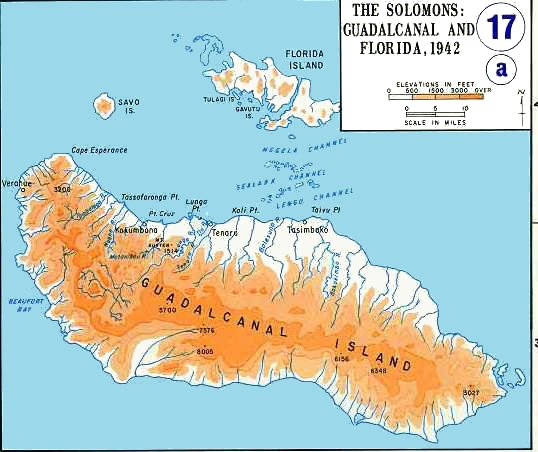
Carte de Guadalcanal, des îles Florida et îles Savo.

Lors de la bataille navale de Guadalcanal, du 12 au 15 novembre 1942, le Teruzuki joua un rôle déterminant dans la destruction de deux destroyers américains, le Laffey et le Monssen, et dans la mise hors de combat d’au moins deux autres, le Cushing et le Sterett (en), avant que les navires japonais ne soient contraints de se retirer.

### Le torpillage

#### Dernière mission
Le Teruzuki retourna aux îles Truk le 18 novembre 1942 et devint brièvement le navire amiral de l’escadron de destroyers n°10, commandé par Kimura Susumu (en). Il subit de légers dommages en heurtant un récif aux îles Truk le 3 décembre 1942. Ceux-ci furent rapidement réparés[réf. souhaitée], et le navire quitta les îles Truk des  deux jours plus tard à destination de la base navale des îles Shortland.
À son arrivée, le 7 décembre 1942, le Teruzuki devint le navire amiral du vice-amiral Raizō Tanaka, commandant de l’escadron de destroyers n°2.
À cette époque, les Japonais étaient contraints d’acheminer des ravitaillements à leurs troupes sur Guadalcanal à l’aide de fûts étanches, dont l’acheminement dépendait des courants marins[réf. souhaitée].

#### L’attaque
Le 12 décembre 1942, le vice-amiral Raizō Tanaka organise un convoi de cinq destroyers transportant des fûts de ravitaillement, escorté par cinq autres destroyers et le Teruzuki.
En route vers Guadalcanal, le convoi résiste à une attaque de 
14 bombardiers en piqué Dauntless[réf. souhaitée] sans subir de dommages, et dépose sa cargaison sans incident[réf. souhaitée].
À 01h15, le repli commence. Le Teruzuki couvre la retraite à proximité de l’île de Savo, avançant à 12 nœuds[réf. souhaitée]. Peu après, il est attaqué par deux ou trois vedettes lance-torpilles américaines PT boat. Deux torpilles Mark 8 frappent la poupe, endommageant le gouvernail, un arbre d’hélice et déclenchant un incendie dans un réservoir de carburant. Comme le navire est gravement touché, le vice-amiral Raizō Tanaka et son état-major sont évacués sur le Naganami .
Vers 04h40, le narive sombre. Jusqu'à la découverte de l'épave, il était généralement admis que les flammes avaient atteint la soute contenant les grenades sous-marines, provoquant une explosion responsable du naufrage. Toutefois, l’examen de l’épave a révélé que la poupe contenait encore des charges de profondeur intactes. Cette observation invalide l’hypothèse d’une explosion interne et confirme que ce sont bien les torpilles américaines qui ont provoqué la perte du Teruzuki.
Neuf marins périssent,,. Les destroyers Naganami et Arashi secourent 197 survivants ; 156 autres rejoignent les côtes de Guadalcanal à la nage,.
Le Teruzuki est officiellement retiré du registre de la marine le 15 janvier 1943,[réf. à confirmer].

## Découverte de l'épave

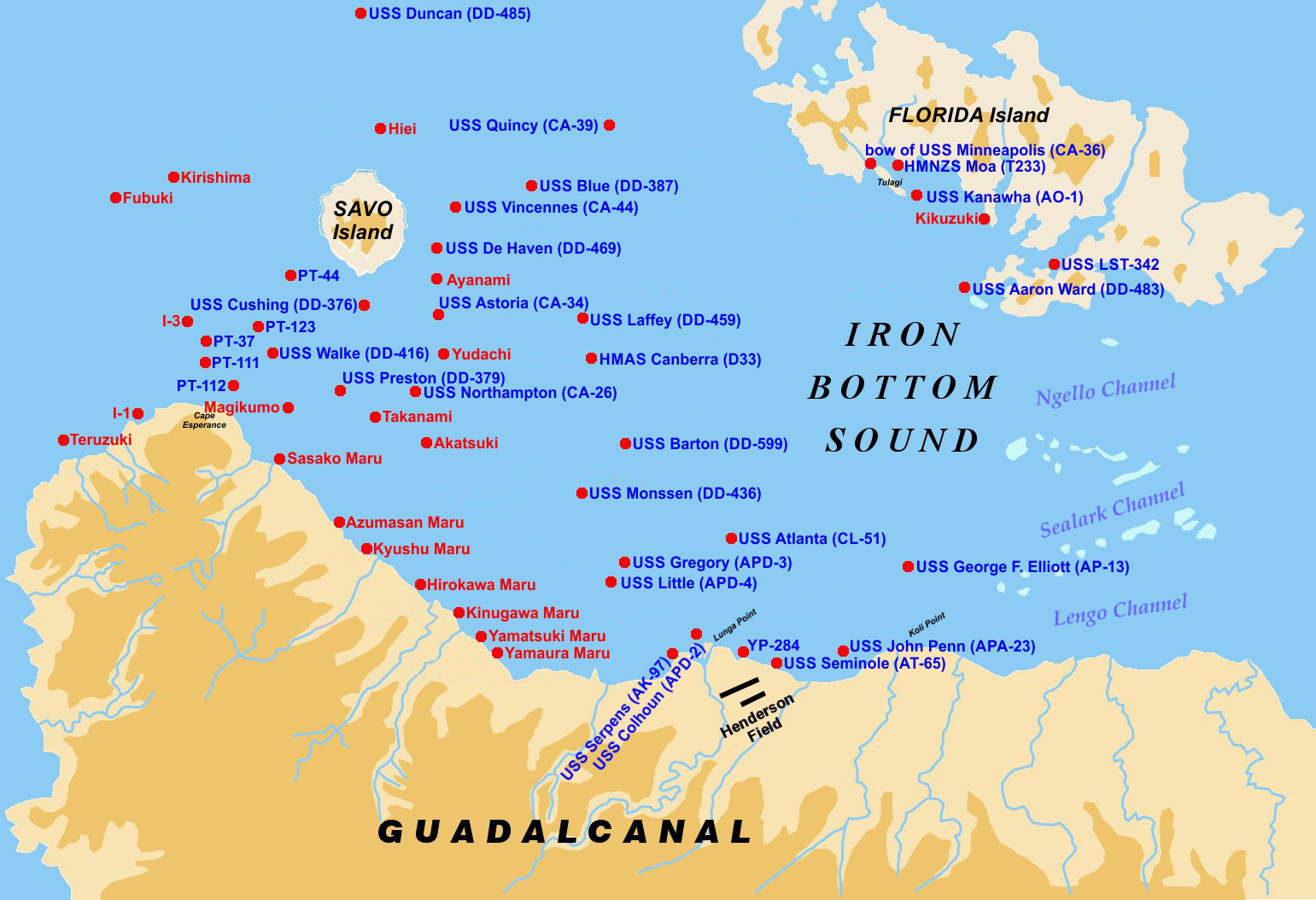
Cartographie des épaves japonaises et américaines dans les eaux de Guadalcanal, des îles Florida et des îles Savo: la position approximative du Teruzuki est à gauche.

### Localisation
L'épave du Teruzuki fut découverte le 12 juillet 2025 par le navire océanographique EV Nautilus lors d'une mission d'exploration des fonds marin par l'ONG Ocean Exploration Trust.
La découverte documente pour la première fois visuellement ce destroyer depuis sa perte. Le segment arrière de 19 m était séparé du reste du navire de 200 m, toujours armé de charges de profondeur intactes, invalidant l’hypothèse ancienne selon laquelle l’explosion interne des grenades avait provoqué le naufrage : c’est bien les torpilles qui en furent la cause principale.
Le Teruzuki repose à la position 9° 13′ 00″ S, 159° 46′ 00″ E.[réf. souhaitée].

### Importance historique
La perte du destroyer Teruzuki marque un tournant décisif, incitant l'état-major Japonais à amorcer leur retrait stratégique de Guadalcanal,.
Les destroyers de la classe Akizuki, dont le Teruzuki, sont arrivés trop tard pour jouer un rôle décisif dans les batailles impliquant des porte-avions de la marine impériale japonaise pendant la Seconde Guerre mondiale.